# Fesches-le-Châtel
Pour les articles homonymes, voir Chatel.
Fesches-le-Châtel est une commune française située dans le département du Doubs, la région culturelle et historique de Franche-Comté et la région administrative Bourgogne-Franche-Comté.
Les habitants se nomment les Feschois et les Feschoises.

## Géographie

### Situation géographique de fesche-le-châtel
Fesche-le-châtel est situé entre la petite ville d'allenjoie au nord , de Dampierre- les-bois au sud-est , d'ÉTUPE au sud-ouest , de Méziré au nord-est , et d'une forêt au sud. Fesche-le-châtel est partiellement entouré de forêt au sud et de l'Allan , une rivière qui entoure la moitié de la ville . Une petite rivière Appeler "la feschotte" qui traverse entièrement la ville pour se jeté dans l'Allan.  

### Climat
Pour des articles plus généraux, voir Climat de la Bourgogne-Franche-Comté et Climat du Doubs.
En 2010, le climat de la commune est de type climat de montagne, selon une étude du Centre national de la recherche scientifique s'appuyant sur une série de données couvrant la période 1971-2000. En 2020, Météo-France publie une typologie des climats de la France métropolitaine dans laquelle la commune est exposée à un climat semi-continental et est dans la région climatique  Vosges, caractérisée par une pluviométrie très élevée (1 500 à 2 000 mm/an) en toutes saisons et un hiver rude (moins de 1 °C). 
Pour la période 1971-2000, la température annuelle moyenne est de 9,7 °C, avec une amplitude thermique annuelle de 17,4 °C. Le cumul annuel moyen de précipitations est de 1 210 mm, avec 13 jours de précipitations en janvier et 10,5 jours en juillet. Pour la période 1991-2020, la température moyenne annuelle observée sur la station météorologique de Météo-France la plus proche, « Joncherey », sur la commune de Joncherey à 7 km à vol d'oiseau, est de 10,5 °C et le cumul annuel moyen de précipitations est de 1 086,9 mm. 
La température maximale relevée sur cette station est de 39 °C, atteinte le 7 août 2015 ; la température minimale est de −25 °C, atteinte le 7 janvier 1985,,. 
Les paramètres climatiques de la commune ont été estimés pour le milieu du siècle (2041-2070) selon différents scénarios d'émission de gaz à effet de serre à partir des nouvelles projections climatiques de référence DRIAS-2020. Ils sont consultables sur un site dédié publié par Météo-France en novembre 2022.

## Urbanisme

### Typologie
Au 1er janvier 2024, Fesches-le-Châtel est catégorisée petite ville, selon la nouvelle grille communale de densité à 7 niveaux définie par l'Insee en 2022.
Elle appartient à l'unité urbaine de Montbéliard, une agglomération inter-départementale dont elle est une commune de la banlieue,. Par ailleurs la commune fait partie de l'aire d'attraction de Montbéliard, dont elle est une commune de la couronne,. Cette aire, qui regroupe 137 communes, est catégorisée dans les aires de 50 000 à moins de 200 000 habitants,.

### Occupation des sols
L'occupation des sols de la commune, telle qu'elle ressort de la base de données européenne d’occupation biophysique des sols Corine Land Cover (CLC), est marquée par l'importance des forêts et milieux semi-naturels (46,7 % en 2018), une proportion identique à celle de 1990 (46,7 %). La répartition détaillée en 2018 est la suivante : 
forêts (46,7 %), zones urbanisées (25,1 %), zones agricoles hétérogènes (14,1 %), prairies (9,1 %), zones industrielles ou commerciales et réseaux de communication (4,2 %), terres arables (0,9 %). L'évolution de l’occupation des sols de la commune et de ses infrastructures peut être observée sur les différentes représentations cartographiques du territoire : la carte de Cassini (XVIIIe siècle), la carte d'état-major (1820-1866) et les cartes ou photos aériennes de l'IGN pour la période actuelle (1950 à aujourd'hui).

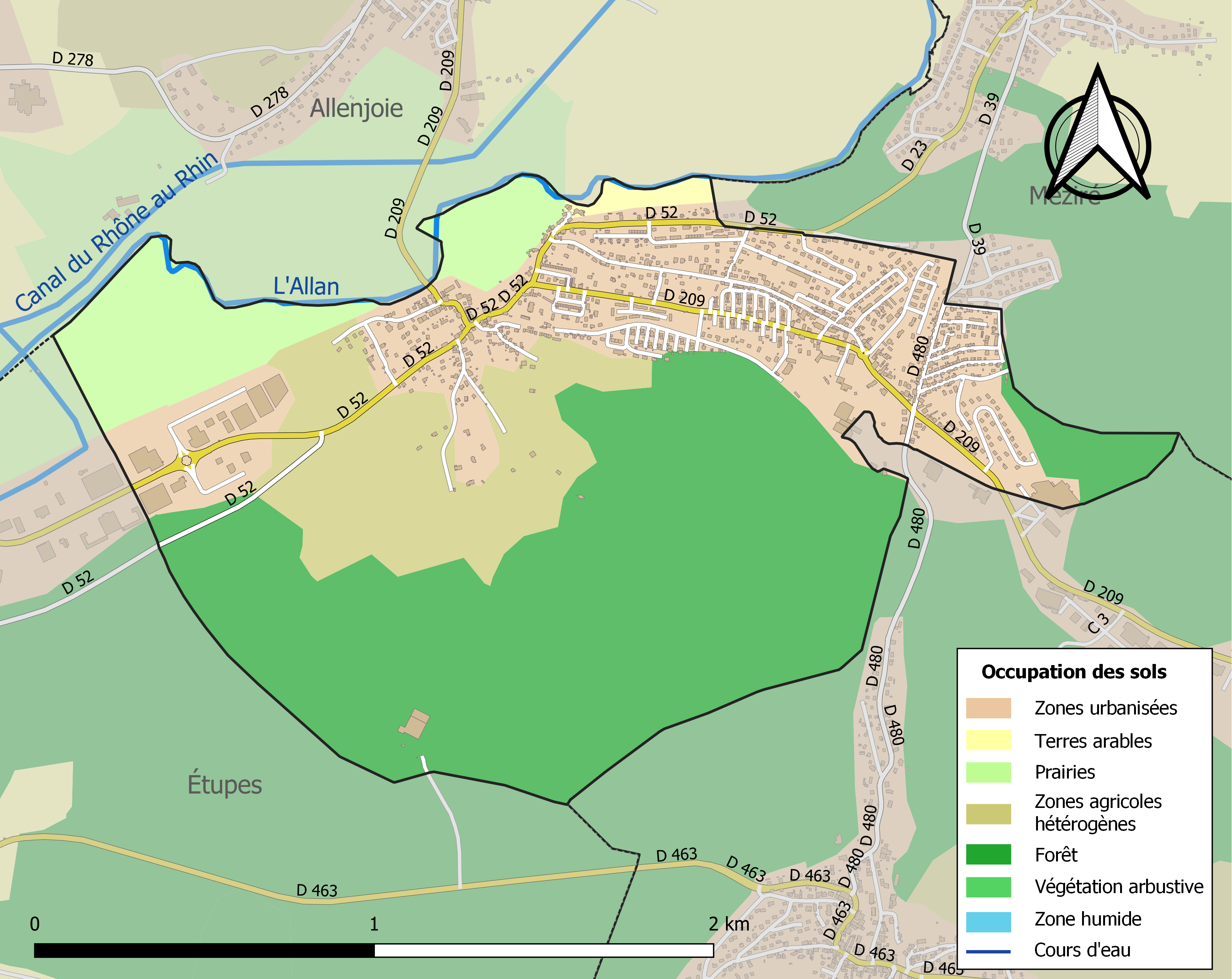
Carte des infrastructures et de l'occupation des sols de la commune en 2018 (CLC).

## Toponymie
Fesches-le-Chastelot en 1282, 1294, 1314 ; Feschia au XIVe siècle ; Fesches-le-Chastelot en 1442, 1449 ; Fesches-le-Prel en 1650 ; Fesches-le-Château au XVIIe siècle ; Fesches-le-Prel en 1834 ; Fesches-le-Châtel depuis le XIXe siècle.
Fesches : du latin fiscus au sens de « trésor de l'État », a évolué pour désigner un domaine royal et plus tard, un domaine appartenant à l'église.
Le vieux village, installé au bord de l'Allaine au confluent du ruisseau de la Feschotte, a vu une nouvelle agglomération naître depuis l'industrialisation liée à l'essor de la firme Japy.

## Histoire
Les découvertes d'artéfacts ( tuiles,  briques…) et d'anciennes voies, sont la preuve de la présence de l’homme au bord de la Feschotte dès la période gallo-romaine.
Au XII° siècle, un château est construit sur une motte castrale dominant la confluence de la Feschotte et de l’Allan. 
Deux seigneuries se partagent les actuelles terres communales :
- La seigneurie de Bélieu possédant le hameau de Fesches Moulin qui a été détruit par les Bâlois en 1410.
- La seigneurie de Cusance possédant le vieux village avec son château, son moulin et le hameau du Magny, détruits en 1460.

Le village, qui comptait alors une cinquantaine d’habitants, est rattaché, du XVe au XVIIe siècle, au comté de Montbéliard (future principauté) qui faisait lui-même partie du duché de Wurtemberg. Fesches-le-Châtel deviendra une des quatre communes de la principauté. Le comté sera rattaché à la France en 1793. 
En 1635, durant la guerre de Dix Ans, a lieu le « combat de Fresche » entre les troupes françaises et celles de Charles IV, duc de Lorraine.
En 1817, les héritiers de Frédéric Japy installent une fabrique de vis sur les vestiges du village de Fesches Moulin. C’est le début du développement industriel et commercial avec trois autres usines le long de la Feschotte, des bureaux, des magasins, une ligne de chemin de fer, une gare, un canal usinier, une poste, une mairie, 7 cités ouvrières et trois écoles.
Le XXe siècle verra un important développement industriel, principalement orienté vers la fabrication de la gamellerie militaire en fer étamé, des plaques de signalisation en fer émaillé et des articles de cuisine. En 1915, Japy fabriquera le casque Adrian. La commune verra l'arrivée d'une main-d’œuvre venant de la région comme de l’étranger ( Italie, Espagne...). Aux 2500 habitants s'ajouteront 3000 ouvriers logés sur le site.

## Politique et administration

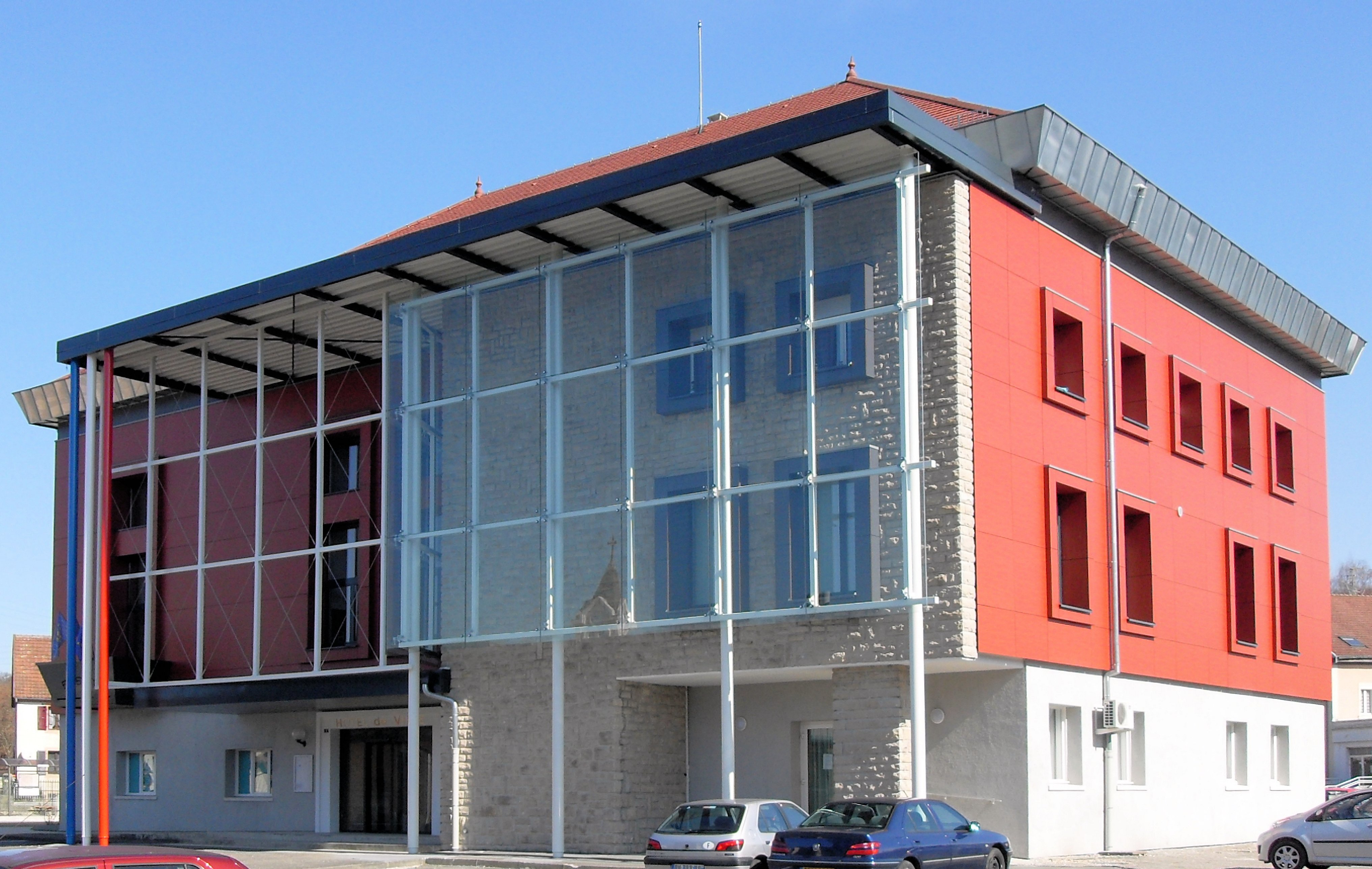
L'hôtel de ville.

### Liste des maires
| Période                                  | Période                       | Identité        | Étiquette | Qualité |
| ---------------------------------------- | ----------------------------- | --------------- | --------- | --- |
| Les données manquantes sont à compléter. |                               |                 |           | |
| 1946                                     | mars 1971                     | Pierre Muller   |           | |
| 1971                                     | 1977                          | Louis Grandin   |           | |
| 1977                                     | mars 2001                     | Jacques Cointet |           | |
| mars 2001                                | En cours (au 11 juillet 2020) | Charles Demouge | UMP → LR  | Retraité de l'enseignement Président de la CA Pays de Montbéliard Agglomération (2015 → ) Réélu pour le mandat 2020-2026, |

## Population et société

### Démographie
L'évolution du nombre d'habitants est connue à travers les recensements de la population effectués dans la commune depuis 1793. Pour les communes de moins de 10 000 habitants, une enquête de recensement portant sur toute la population est réalisée tous les cinq ans, les populations de référence des années intermédiaires étant quant à elles estimées par interpolation ou extrapolation. Pour la commune, le premier recensement exhaustif entrant dans le cadre du nouveau dispositif a été réalisé en 2008.

En 2022, la commune comptait 2 147 habitants, en évolution de −2,36 % par rapport à 2016 (Doubs : +1,88 %, France hors Mayotte : +2,11 %).
| 1793 | 1800 | 1806 | 1821 | 1831 | 1836 | 1841 | 1846 | 1851 |
| ---- | ---- | ---- | ---- | ---- | ---- | ---- | ---- | ---- |
| 173  | 154  | 170  | 199  | 278  | 290  | 395  | 533  | 548  |

| 1856 | 1861 | 1866 | 1872 | 1876  | 1881  | 1886  | 1891  | 1896  |
| ---- | ---- | ---- | ---- | ----- | ----- | ----- | ----- | ----- |
| 538  | 579  | 718  | 740  | 1 058 | 1 272 | 1 394 | 1 474 | 1 784 |

| 1901  | 1906  | 1911  | 1921  | 1926  | 1931  | 1936  | 1946  | 1954  |
| ----- | ----- | ----- | ----- | ----- | ----- | ----- | ----- | ----- |
| 1 994 | 2 060 | 2 220 | 2 166 | 2 397 | 2 599 | 2 236 | 2 166 | 2 407 |

| 1962  | 1968  | 1975  | 1982  | 1990  | 1999  | 2006  | 2008  | 2013  |
| ----- | ----- | ----- | ----- | ----- | ----- | ----- | ----- | ----- |
| 2 482 | 2 346 | 2 288 | 2 263 | 2 118 | 2 167 | 2 227 | 2 244 | 2 251 |

| 2018  | 2022  | - | - | - | - | - | - | - |
| ----- | ----- | - | - | - | - | - | - | - |
| 2 180 | 2 147 | - | - | - | - | - | - | - |

### Santé
L'hôpital le plus proche est l'hôpital Nord Franche-Comté situé à Trévenans, dans le Territoire de Belfort (département voisin), entre Belfort et Montbéliard,.

### Économie
- Cristel, un fabricant français d'ustensiles culinaires inox haut de gamme, créé en 1983 à Fesches-le-Châtel.

## Culture locale et patrimoine

### Lieux et monuments

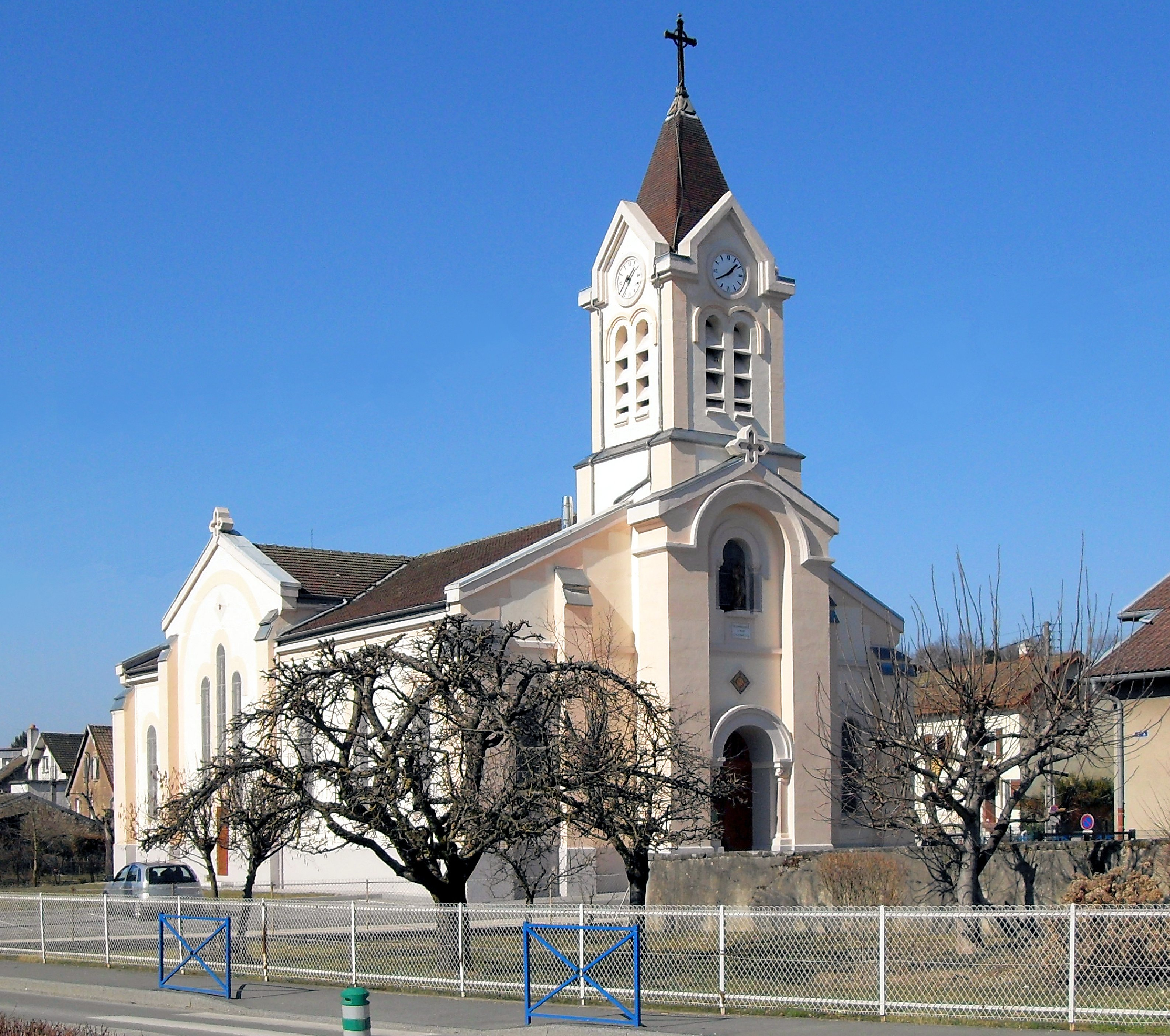
L'église Saint-Laurent.

L'église Saint-Laurent a été fondée au VIe siècle, en même temps qu'un monastère. Située hors les murs, l'église et le monastère furent pillés et détruits par les Normands en 885. Une nouvelle église Saint-Laurent, érigée en paroisse, est attestée en 1180. Cette nouvelle église, devenue trop petite, fut démolie pour faire place à l'église actuelle au début du XVe siècle, elle fut reconstruite dans le style de l'époque : le style gothique flamboyant. Le chœur fut consacré le 14 juin 1429. La structure gothique, les voûtes à pénétration, les fenêtres hautes, le déambulatoire à clefs de voûte sculptées sont encore visibles, malgré les transformations postérieures.
En raison de la présence d'un petit château fort durant le Moyen Âge, le village a eu plusieurs noms avant de connaître son nom définitif au XIXe siècle.
Ce petit château est ensuite devenu un moulin en 1797 puisque le ruisseau « la Feschotte » passait sous l'édifice. Le moulin est ensuite devenu une gendarmerie en 1923, qui est dans les années 1980 devenue un immeuble locatif, situé en face du temple protestant du village.

### Personnalités liées à la commune
- Jacques Santini, ancien joueur de football et sélectionneur de l'équipe de France de football de 2002 à 2004, a été licencié au club local de 1964 à 1969.

### Héraldique
| Blason de Fesches-le-Châtel | Blason  | Coupé ondé : au 1er de gueules à la tour donjonnée de trois étages sur un soubassement mouvant du coupé, le tout d'or, au 2e d’azur à deux fasces ondées d’argent, le tout enfermé dans une filière d’or. |
| Blason de Fesches-le-Châtel | Détails | Le statut officiel du blason reste à déterminer. |